# Ensemble de nombres
Ne pas confondre avec la structure de corps de nombres en arithmétique.
| Symbole                       | Appellation                   |
| ----------------------------- | ----------------------------- |
| {\displaystyle \mathbb {N} }  | ensemble des entiers naturels |
| {\displaystyle \mathbb {Z} }  | ensemble des entiers relatifs |
| {\displaystyle \mathbb {D} }  | ensemble des décimaux         |
| {\displaystyle \mathbb {Q} }  | ensemble des rationnels       |
| {\displaystyle \mathbb {R} }  | ensemble des réels            |
| {\displaystyle i\mathbb {R} } | ensemble des imaginaires purs |
| {\displaystyle \mathbb {C} }  | ensemble des complexes        |
| {\displaystyle \mathbb {H} }  | ensemble des quaternions      |
| {\displaystyle \mathbb {O} }  | ensemble des octonions        |
| {\displaystyle \mathbb {S} }  | ensemble des sédénions        |

En mathématiques, un ensemble de nombres est l'un des ensembles classiques construits à partir de l'ensemble des entiers naturels et munis d'opérations arithmétiques, apparaissant dans la suite d'inclusions croissante (explicitée ci-contre) :
{\displaystyle \mathbb {N} \subset \mathbb {Z} \subset \mathbb {D} \subset \mathbb {Q} \subset \mathbb {R} \subset \mathbb {C} \ \subset \mathbb {H} \subset \mathbb {O} \subset \mathbb {S} }
L'expression peut être aussi utilisée pour désigner un sous-ensemble de l'un d'entre eux. En particulier, un corps de nombres est une extension finie du corps des rationnels dans celui des complexes.
La notion de nombre est fondée sur l'appartenance à l'un de ces ensembles ou à certaines structures reliées comme les algèbres hypercomplexes des quaternions, octonions, sédénions et autres hypercomplexes, le corps des p-adiques, les extensions d'hyperréels et superréels, les classes des ordinaux et cardinaux, surréels et pseudo-réels…